# Stemorrhages sericea
Stemorrhages sericea is een vlinder uit de familie van de grasmotten (Crambidae), uit de onderfamilie van de Spilomelinae. De wetenschappelijke naam van deze soort is voor het eerst voorgesteld als Phalaena (Pyralis) sericea door Dru Drury in een publicatie uit 1773.

## Verspreiding
De soort komt voor in het Afrotropisch gebied waaronder Gambia, Mali, Soedan, Sierra Leone, Ghana, Nigeria, Kameroen, Sao Tome & Principe, Gabon, Congo-Kinshasa, Oeganda, Kenia, Tanzania, Angola, Zambia, Malawi, Mozambique, Zimbabwe, Zuid-Afrika, de Comoren, de Seychellen en Mauritius.

## Waardplanten
De rups leeft op:
- Apocynaceae
  - Ervatamia coronaria
  - Nerium oleander
  - Tabernaemontana divaricata
  - Tabernaemontana persicariifolia
  - Tabernanthe iboga
- Arecaceae
  - Raphia sp.
- Podocarpaceae
  - Afrocarpus usambarensis
- Rubiaceae
  - Gardenia jasminoides